# Proces trzydziestu
Proces trzydziestu (fr. Procès des trente) – proces, jaki odbył się w Paryżu między 6 sierpnia a 31 października 1894. Miał on na celu ukazanie w oczach opinii publicznej niebezpieczeństwa ze strony ruchu anarchistycznego i tym samym podtrzymanie poparcia dla ograniczających wolność prasy ustaw antyanarchistycznych. Na ławie oskarżonych zasiadło 30 osób, wśród których oprócz teoretyków i aktywistów anarchistycznych byli również zwykli przestępcy.

## Przygotowania do procesu
Fala zamachów bombowych organizowanych w Paryżu przez anarchistów, zgodnie z koncepcją propagandy czynem, wywołała panikę wśród zamożniejszych mieszkańców stolicy Francji oraz w kołach rządowych. Szczególne poruszenie było związane z zamachem Auguste'a Vaillanta na Zgromadzenie Narodowe. W grudniu 1893 i czerwcu 1894 przegłosowane zostały ustawy, które zabraniały prowadzenia przez anarchistów działalności propagandowej, w tym ograniczające ich możliwości wydawania prasy. Między styczniem i czerwcem 1894 policja francuska dokonała serii aresztowań działaczy anarchistycznych. Łącznie zarzuty przynależności do organizacji przestępczych, jakimi w świetle przegłosowanych ustaw stały się grupy anarchistyczne, zostały postawione 426 osobom, w tym 29 in absentia.

## Przebieg procesu
6 sierpnia 1894 rozpoczął się proces przed sądem przysięgłych departamentu Sekwany. Wśród oskarżonych znaleźli się anarchistyczni działacze Jean Grave, Sébastien Faure, Charles Chatel, Félix Fénéon, malarz Maximilien Luce oraz piętnastu innych anarchistów. Dodatkowo dołączono do nich 11 osób oskarżonych o przestępstwa kryminalne, których przedstawiono jako anarchistów-illegalistów. Głównym oskarżycielem w procesie był prokurator Bulot, składowi sędziowskiemu przewodniczył sędzia Dayras. Oskarżonym zarzucono sformowanie międzynarodowej organizacji przestępczej, w ramach której kontaktowali się z zagranicznymi działaczami anarchistycznymi i koordynowali swoją działalność. Zarzut tworzenia grupy kryminalnej upadł jednak, gdyż obrona udowodniła, że francuscy anarchiści odrzucali koncepcję współpracy organizacyjnej i z reguły działali na własną rękę. Mimo tego do końca procesu prokurator starał się udowodnić, że teorie powstające na łamach prasy anarchistycznej stanowiły inspirację i podbudowę teoretyczną dla łamania prawa przez inne osoby. Ostatecznie jednak ława przysięgłych skazała jedynie trzy osoby, pospolitych przestępców: Ortiza, Chericottiego i Bertaniego, odpowiednio na 15 i 8 lat ciężkich robót oraz na 6 miesięcy więzienia. Anarchiści zostali uniewinnieni.
Proces był tylko częściowo relacjonowany przez prasę francuską. Na wniosek prokuratora w czasie przesłuchań głównych oskarżonych wyłączono jawność rozprawy, co wywołało oskarżenia ze strony lewicy o manipulowanie procesem.